# باشگاه فوتبال نیوکی
باشگاه فوتبال نیوکی (به انگلیسی: Newquay Association Football Club) یک باشگاه فوتبال در شهر نیوکی، کشور انگلستان است که در سال ۱۸۹۰ میلادی تأسیس شده‌است.